# جنرال توشوو
جنرال توشوو شهری در استان دوبریچ کشور بلغارستان است که جمعیت آن در سال ۲۰۰۱ میلادی ۸٬۰۴۲ نفر بوده‌است.